# Roberto Chen
Roberto Leandro Chen Rodríguez (Colón, 24 mei 1994) is een Panamees voetballer die bij voorkeur als centrale verdediger speelt. Hij staat onder contract bij het Spaanse Málaga CF. Tijdens de tweede helft van het seizoen 2013/14 werd hij wegens gebrek aan speelminuten bij de Andalusiërs voor zes maanden uitgeleend aan het Belgische SV Zulte Waregem.

## Clubcarrière
Chen debuteerde in 2011 in de Panamese voetbalcompetitie voor San Francisco, waar hij in totaal 13 competitiewedstrijden zou spelen. Op 3 augustus 2013 werd hij voor een half miljoen euro verkocht aan het Spaanse Málaga CF. Hij debuteerde in de Primera División op 17 augustus 2013 tegen Valencia CF. Hij speelde de volledige wedstrijd, die Malága met 1–0 verloor in Estadio Mestalla. In januari 2014 werd besloten om hem voor zes maanden uit te lenen aan SV Zulte Waregem. Na in België tweemaal in actie te zijn gekomen, keerde Chen voor het nieuwe seizoen terug in Spanje.

## Interlandcarrière
Chen debuteerde op 2 september 2011 in het Panamees voetbalelftal in een oefeninterland tegen Paraguay (0–2 verlies). Zijn eerste interlanddoelpunt maakte hij op 10 september 2013 in een WK-kwalificatieduel tegen Honduras (2–2).
1 Roberto ·
2 Miquel ·
3 González ·
4 Hernández ·
5 Rolón ·
6 Kuzmanović ·
7 Iturra ·
8 Adrián ·
9 Borja ·
10 Juanpi ·
11 Castro ·
12 Ideye ·
13 Prieto ·
14 Recio  ·
15 Ricca ·
16 Peñaranda ·
17 Success ·
18 Rosales ·
19 Bueno ·
20 Keko ·
21 Samu García ·
22 Lestienne ·
23 Torres ·
24 Rolán ·
25 Lacen ·
26 En-Nesyri ·
27 Robles ·
29 Soler ·
Coach: González